# СЕБИН
Боливариа́нская слу́жба национа́льной разве́дки (сокращенно СЕБИН) — орган внутренней и внешней разведки и контрразведки, служба государственной безопасности Венесуэлы, некоторыми описывается, как тайная полиция.
Образована в 1969 году по указу тогдашнего главы государства Рафаэля Кальдеры как Национальное управление разведки и превентивных мер (ДИСИП) заменив собой Главное управление полиции (ДИГЕПОЛ). В нынешнем виде — с 2010 года. Находится в подчинении Министерства внутренних дел Венесуэлы.